# Chironomus fusciceps
Chironomus fusciceps är en tvåvingeart som beskrevs av Yamamoto 1990. Chironomus fusciceps ingår i släktet Chironomus och familjen fjädermyggor. Inga underarter finns listade i Catalogue of Life.